# チェリーコウマン
チェリーコウマン（欧字名:Cherry Koman、1989年4月20日 - 2016年10月14日）は、日本の競走馬、繁殖牝馬。主な勝ち鞍に1992年のウインターステークス。

## 戦績
1991年8月4日、函館競馬の芝1000メートル戦で南井克巳の騎乗によりデビューしたが3着に終わり、連闘で挑んだ新馬戦で初勝利。4か月の放牧ののち、年末のシクラメンステークス、年明けの紅梅賞と芝の短距離レースに使われるも結果が出ず、初ダートとなった500万条件で2勝目を挙げる。その後は桜花賞の出走権確保を目指して報知杯4歳牝馬特別など芝のレースを使われるも権利確保はならず、笹針を打って放牧に出される。
7月小倉競馬場の芝レースで復帰するが7着に終わるが、8月新潟競馬場の900万下特別瀬波特別でユウユウサンボーイを押さえ勝利し、以降はダートレース一本に使われ、ダート路線で頭角を現すようになる。9月から11月まで1500万下クラスで2着3回と勝ちきれない結果が続いたが、12月に市川ステークスで4勝目を挙げた後、連闘でウインターステークスに駒を進める。ウインターステークスではナリタハヤブサ、ミスタートウジンなどダート路線の古豪が顔をそろえる中で斤量52キロながら9番人気に甘んじたが、レースでは中団から徐々に上位に進出し、最後はキョウエイスワットに半馬身差をつけて勝利。騎乗した菊沢隆仁は1992年がデビュー年でその年に重賞初勝利をおさめたが、これが唯一の重賞勝利でもあった。
1993年初戦のガーネットステークスでもミスタートウジンの2着に入ったものの、続くフェブラリーハンデ、仁川ステークスではともに二桁着順と大きく崩れ、再び笹針を打たれて放牧に出された。帰厩後はウインターステークスに向けて調整されていたが、休み明け初戦のアンドロメダステークスで後方まま見せ場なく14着に終わり引退、1993年12月17日に登録を抹消された。

## 競走成績
以下の内容は、netkeiba.comおよびJBISサーチに基づく。
| 年月日     | 競馬場 | 競走名            | 格   | 距離（馬場）  | 頭 数 | 枠 番 | 馬 番 | オッズ（人気） | 着順 | タイム （上り3F/4F） | 着差 | 騎手     | 斤量 （kg） | 勝ち馬/（2着馬）       |
| ---------- | ------ | ----------------- | ---- | ------------- | ----- | ----- | ----- | -------------- | ---- | -------------------- | ---- | -------- | ----------- | ---------------------- |
| 1991.08.04 | 函館   | 3歳新馬           |      | 芝1000m（不） | 8     | 2     | 2     | 06.5（3人）    | 3着  | 1:01.0 (37.0)        | -0.1 | 南井克巳 | 53          | フローリスエリート     |
| 0000.08.11 | 函館   | 3歳新馬           |      | 芝1000m（稍） | 9     | 8     | 9     | 01.8（1人）    | 1着  | 0:59.1 (35.8)        | -0.6 | 南井克巳 | 53          | （ナインオペラ）       |
| 0000.12.07 | 阪神   | シクラメンS       | OP   | 芝1400m（良） | 9     | 1     | 1     | 12.4（7人）    | 9着  | 1:25.8 (49.6)        | -1.5 | 南井克巳 | 53          | ヒッタイトシーザー     |
| 1992.01.06 | 京都   | 紅梅賞            | OP   | 芝1200m（稍） | 16    | 8     | 16    | 54.6（12人）   | 6着  | 1:11.2 (47.1)        | -0.6 | 南井克巳 | 53          | コガネテスコ           |
| 0000.01.19 | 京都   | 4歳500万下        |      | ダ1200m（良） | 11    | 8     | 11    | 04.2（2人）    | 1着  | 1:12.6 (48.7)        | -0.2 | 南井克巳 | 53          | （イエローブルーム）   |
| 0000.02.09 | 京都   | エルフィンS       | OP   | 芝1600m（良） | 12    | 2     | 2     | 13.4（6人）    | 6着  | 1:36.3 (47.8)        | -0.5 | 南井克巳 | 56          | ダイイチランナー       |
| 0000.02.22 | 京都   | バイオレットS     | OP   | 芝1400m（良） | 12    | 8     | 12    | 09.0（5人）    | 7着  | 1:23.6 (47.4)        | -0.6 | 田島良保 | 53          | シロキタシンザン       |
| 0000.03.07 | 阪神   | アネモネS         | OP   | 芝1400m（良） | 16    | 3     | 6     | 67.6（11人）   | 13着 | 1:25.5 (50.8)        | -1.6 | 柿元嘉和 | 54          | ダンツセントー         |
| 0000.03.22 | 阪神   | 報知杯4歳牝馬特別 | GII  | 芝1400m（良） | 16    | 4     | 7     | 68.1（13人）   | 10着 | 1:25.7 (49.0)        | -1.4 | 安田康彦 | 54          | ディスコホール         |
| 0000.07.25 | 小倉   | 別府特別          | 900  | 芝1700m（良） | 7     | 2     | 2     | 16.9（6人）    | 7着  | 1:42.9 (35.6)        | -0.8 | 菊沢隆仁 | 52          | ケージーカグラ         |
| 0000.08.16 | 新潟   | 瀬波特別          | 900  | ダ1700m（良） | 11    | 6     | 7     | 04.4（1人）    | 1着  | 1:46.7 (39.6)        | -0.4 | 岡部幸雄 | 53          | （ユウユウサンボーイ） |
| 0000.09.12 | 阪神   | スカイブルーS     | 1500 | ダ1800m（良） | 11    | 3     | 3     | 07.1（3人）    | 2着  | 1:55.2 (52.7)        | -0.6 | 南井克巳 | 53          | マキバスクリーン       |
| 0000.10.11 | 京都   | 太秦S             | 1500 | ダ1800m（良） | 12    | 6     | 8     | 04.2（2人）    | 2着  | 1:52.0 (49.6)        | -0.4 | 菊沢隆仁 | 52          | アメリカンシチー       |
| 0000.10.25 | 京都   | 貴船S             | 1500 | ダ1400m（良） | 16    | 8     | 15    | 04.8（2人）    | 9着  | 1:26.3 (50.0)        | -1.9 | 菊沢隆仁 | 53          | エイシンオレゴン       |
| 0000.11.08 | 東京   | テレビ静岡賞      | 1500 | ダ2100m（良） | 10    | 8     | 9     | 06.2（2人）    | 2着  | 2:11.5 (35.9)        | -0.1 | 塩村克己 | 53          | レインボーギンザ       |
| 0000.11.22 | 東京   | 霜月S             | 1500 | ダ1600m（重） | 16    | 5     | 10    | 05.6（2人）    | 5着  | 1:35.9 (37.6)        | -0.5 | 塩村克己 | 53          | スーパートドロキ       |
| 0000.12.13 | 中山   | 市川S             | 1500 | ダ1800m（良） | 13    | 3     | 3     | 04.1（1人）    | 1着  | 1:52.9 (38.7)        | -0.1 | 南井克巳 | 53          | （ブランドエレッセ）   |
| 0000.12.20 | 中京   | ウインターS       | GIII | ダ2300m（良） | 16    | 3     | 5     | 28.1（9人）    | 1着  | 2:25.9 (38.3)        | -0.1 | 菊沢隆仁 | 52          | （キョウエイスワット） |
| 1993.01.06 | 中山   | ガーネットS       | OP   | ダ1800m（良） | 11    | 3     | 3     | 04.8（2人）    | 2着  | 1:53.1 (38.1)        | -0.8 | 菊沢隆仁 | 55          | ミスタートウジン       |
| 0000.02.20 | 東京   | フェブラリーH     | GIII | ダ1600m（良） | 16    | 2     | 4     | 09.2（4人）    | 11着 | 1:37.5 (36.9)        | -1.8 | 菊沢隆仁 | 55          | メイショウホムラ       |
| 0000.03.20 | 阪神   | 仁川S             | OP   | ダ1800m（良） | 14    | 3     | 3     | 08.1（4人）    | 10着 | 1:54.2 (49.9)        | -1.5 | 武豊     | 55          | チアズラック           |
| 0000.11.13 | 京都   | アンドロメダS     | OP   | ダ1800m（不） | 14    | 5     | 7     | 73.3（13人）   | 14着 | 1:56.4 (39.7)        | -5.6 | 菊沢隆仁 | 55          | ローリエアンドレ       |

## 引退後
引退後は、故郷のフジワラファームで繁殖牝馬となった。16頭の産駒を送り出し、14番仔アンバルブライベン（父・ルールオブロー）は2014年の京阪杯と2015年のシルクロードステークスを制したが、現役中の2015年7月5日に疝痛により死亡した。また、3番仔マイマスターピース（父・サッカーボーイ）は昇竜ステークスを勝ち兵庫チャンピオンシップでも3着に入る成績を挙げたほか、12番仔マイプラーナ（父・マンハッタンカフェ）の産駒からは、2019年の毎日杯を制したランスオブプラーナ、2024年の優駿牝馬で5着に入ったランスオブクイーンが出ている。
2013年に父パーソナルラッシュの牝馬（カツゲキミユ）を出産したのを最後に繁殖を引退、2014年10月からは功労馬繋養展示事業の助成を受けて北海道新ひだか町の朝野勝洋牧場で余生を過ごし。2016年10月14日に亡くなった。

### 産駒一覧
|        | 生年   | 馬名               | 性    | 毛色   | 父                 | 馬主             | 管理調教師                                     | 戦績                           | 主な勝利競走                              | 供用         | 出典   |
| ------ | ------ | ------------------ | ----- | ------ | ------------------ | ---------------- | ---------------------------------------------- | ------------------------------ | ----------------------------------------- | ------------ | ------ |
| 初仔   | 1995年 | チェリープリンセス | 牝    | 芦毛   | エルセニョール     | 里見治           | 栗東・工藤嘉見                                 | 6戦0勝                         |                                           |              | [ 14 ] |
| 2番仔  | 1996年 | マジェスティタイト | 牡    | 鹿毛   | タイトスポット     | 飯塚克己         | 足利・川村正義                                 | （不出走）                     |                                           |              | [ 15 ] |
| 3番仔  | 1997年 | マイマスターピース | 牡→騸 | 栗毛   | サッカーボーイ     | 佐野清 →藤原昭三 | 栗東・福島信晴 →北海道・若松平                 | 7戦3勝（うち地方1戦0勝）       |                                           |              | [ 10 ] |
| 4番仔  | 1998年 | ツルマルヒガシダケ | 牡    | 鹿毛   | ダンスインザダーク | 鶴田任男         | 栗東・石坂正                                   | 30戦2勝                        |                                           |              | [ 16 ] |
| 5番仔  | 1999年 | エボルブ           | 牡    | 鹿毛   | ジェネラス         | 佐野清           | 栗東・佐山優                                   | 23戦1勝                        |                                           |              | [ 17 ] |
| 6番仔  | 2000年 | マイマスタートップ | 牝    | 鹿毛   | ウォーニング       | 五影慶則         | 栗東・川村禎彦                                 | 7戦1勝                         |                                           | （繁殖牝馬） | [ 18 ] |
| 7番仔  | 2001年 | マイソールラブ     | 牝    | 鹿毛   | エルコンドルパサー | 五影慶則         | 栗東・川村禎彦                                 | 7戦2勝                         |                                           | （繁殖牝馬） | [ 19 ] |
| 8番仔  | 2002年 | マイソールカラー   | 牝    | 黒鹿毛 | フジキセキ         | 五影慶則         | 栗東・川村禎彦                                 | 10戦1勝                        |                                           |              | [ 20 ] |
| 9番仔  | 2003年 | マイスイートプラン | 牝    | 栗毛   | サッカーボーイ     | 五影慶則         | 栗東・福島信晴 →園田・内本英夫                 | 28戦2勝（うち17戦2勝）         |                                           |              | [ 21 ] |
| 10番仔 | 2004年 | マイソールスター   | 牡    | 栗毛   | タイキシャトル     | 五影慶則         | 栗東・西浦勝一 →園田・内本英夫 →園田・國澤利照 | 12戦0勝（うち地方11戦0勝）     |                                           |              | [ 22 ] |
| 11番仔 | 2005年 | マイソールガイ     | 牡    | 栃栗毛 | サクラローレル     | 五影慶則         | 栗東・南井克巳 →園田・國澤利照                 | 174戦16勝（うち地方165戦16勝） |                                           |              | [ 23 ] |
| 12番仔 | 2006年 | マイプラーナ       | 牝    | 黒鹿毛 | マンハッタンカフェ | 五影慶則         | 栗東・福島信晴                                 | 23戦4勝                        |                                           | （繁殖牝馬） | [ 24 ] |
| 13番仔 | 2007年 | マイチルゼツビ     | 牡    | 鹿毛   | マヤノトップガン   | 伊藤信之         | 栗東・本田優                                   | 3戦0勝                         |                                           |              | [ 25 ] |
| 14番仔 | 2009年 | アンバルブライベン | 牝    | 鹿毛   | ルールオブロー     | 伊藤信之         | 栗東・福島信晴                                 | 28戦8勝                        | 2014年京阪杯 2015年シルクロードステークス |              | [ 26 ] |
| 15番仔 | 2011年 | カツゲキファルコン | 牡    | 栗毛   | ノボジャック       | 野々垣正義       | 大井・栗田裕光                                 | 3戦0勝                         |                                           |              | [ 27 ] |
| 16番仔 | 2013年 | カツゲキミユ       | 牝    | 鹿毛   | パーソナルラッシュ | 野々垣正義       | 名古屋・錦見勇夫                               | 8戦1勝                         |                                           |              | [ 28 ] |

## 血統表
| チェリーコウマンの血統                                                | チェリーコウマンの血統                                      | チェリーコウマンの血統        | （血統表の出典）              | （血統表の出典） |
| 父系                                                                  | ストームバード系                                            | ストームバード系              | ストームバード系              | [ § 2 ]          |
| 父 *スプレンディドモーメント Splendid Moment 1983 黒鹿毛 アイルランド | 父の父Storm Bird 1978 鹿毛 カナダ                           | Northern Dancer               | Nearctic                      | Nearctic         |
| 父 *スプレンディドモーメント Splendid Moment 1983 黒鹿毛 アイルランド | 父の父Storm Bird 1978 鹿毛 カナダ                           | Northern Dancer               | Natalma                       |                  |
| 父 *スプレンディドモーメント Splendid Moment 1983 黒鹿毛 アイルランド | 父の父Storm Bird 1978 鹿毛 カナダ                           | South Ocean                   | New Providence                | New Providence   |
| 父 *スプレンディドモーメント Splendid Moment 1983 黒鹿毛 アイルランド | 父の父Storm Bird 1978 鹿毛 カナダ                           | South Ocean                   | Shining Sun                   |                  |
| 父 *スプレンディドモーメント Splendid Moment 1983 黒鹿毛 アイルランド | 父の母Racquette 1977 鹿毛 アイルランド                      | Ballymore                     | Ragusa                        | Ragusa           |
| 父 *スプレンディドモーメント Splendid Moment 1983 黒鹿毛 アイルランド | 父の母Racquette 1977 鹿毛 アイルランド                      | Ballymore                     | Paddy's Sister                |                  |
| 父 *スプレンディドモーメント Splendid Moment 1983 黒鹿毛 アイルランド | 父の母Racquette 1977 鹿毛 アイルランド                      | Arctic Melody                 | Arctic Slave                  | Arctic Slave     |
| 父 *スプレンディドモーメント Splendid Moment 1983 黒鹿毛 アイルランド | 父の母Racquette 1977 鹿毛 アイルランド                      | Arctic Melody                 | Bell Bird                     |                  |
| 母 チェリーガール 1982 栗毛 日本                                      | 母の父*クラウンドプリンス Crowned Prince 1969 栗毛 アメリカ | Raise a Native                | Native Dancer                 | Native Dancer    |
| 母 チェリーガール 1982 栗毛 日本                                      | 母の父*クラウンドプリンス Crowned Prince 1969 栗毛 アメリカ | Raise a Native                | Raise You                     |                  |
| 母 チェリーガール 1982 栗毛 日本                                      | 母の父*クラウンドプリンス Crowned Prince 1969 栗毛 アメリカ | Gay Hostess                   | Royal Charger                 | Royal Charger    |
| 母 チェリーガール 1982 栗毛 日本                                      | 母の父*クラウンドプリンス Crowned Prince 1969 栗毛 アメリカ | Gay Hostess                   | Your Hostess                  |                  |
| 母 チェリーガール 1982 栗毛 日本                                      | 母の母チェリービーナス 1976 黒鹿毛 日本                     | *パーソロン Partholon         | Milesian                      | Milesian         |
| 母 チェリーガール 1982 栗毛 日本                                      | 母の母チェリービーナス 1976 黒鹿毛 日本                     | *パーソロン Partholon         | Paleo                         |                  |
| 母 チェリーガール 1982 栗毛 日本                                      | 母の母チェリービーナス 1976 黒鹿毛 日本                     | チェリーエクスポ              | *シプリアニ                   | *シプリアニ      |
| 母 チェリーガール 1982 栗毛 日本                                      | 母の母チェリービーナス 1976 黒鹿毛 日本                     | チェリーエクスポ              | ジヤヌワ                      |                  |
| 母系(F-No.)                                                           | エスサーディー系(FN:6-a)                                    | エスサーディー系(FN:6-a)      | エスサーディー系(FN:6-a)      | [ § 3 ]          |
| 5代内の近親交配                                                       | Native Dancer 5×4、Nearco 5×5                               | Native Dancer 5×4、Nearco 5×5 | Native Dancer 5×4、Nearco 5×5 | [ § 4 ]          |
| 出典                                                                  | 1. 2. 3. 4.                                                 | 1. 2. 3. 4.                   | 1. 2. 3. 4.                   | 1. 2. 3. 4.      |

- 父は仏G3・シェーヌ賞の優勝馬[31]で、本馬はその初年度産駒[32]。他の産駒に公営・川崎の全日本3歳優駿優勝馬キタノジライ、サンタアニタトロフィー優勝馬でかきつばた記念2着のサントスなど[33]。
- 祖母の半姉チェリーコマンダーの産駒にチェリーフット（ウインターステークス）がいる[31]。